# Клён виноградолистный
Клён виноградолистный (лат. Acer cissifolium, яп. 三手楓, мицудэ-каэдэ — «трёхрукий клён») — вид деревьев рода Клён (Acer) семейства Сапиндовые (Sapindaceae). Иногда ошибочно называется «ладанниколистным» от неверного прочтения латинского эпитета (Ладанник (Cistus)).

## Ареал и места произрастания
Естественный ареал виноградолистного клёна целиком расположен в Японии и охватывает южную часть острова Хоккайдо и острова Хонсю, Кюсю и Сикоку. Это дерево произрастает в листопадных широколиственных лесах, на Хонсю поднимается в горы на высоты от 200 до 1300 метров.
В Центральной Европе это дерево выращивают лишь изредка в ботанических садах и коллекциях.

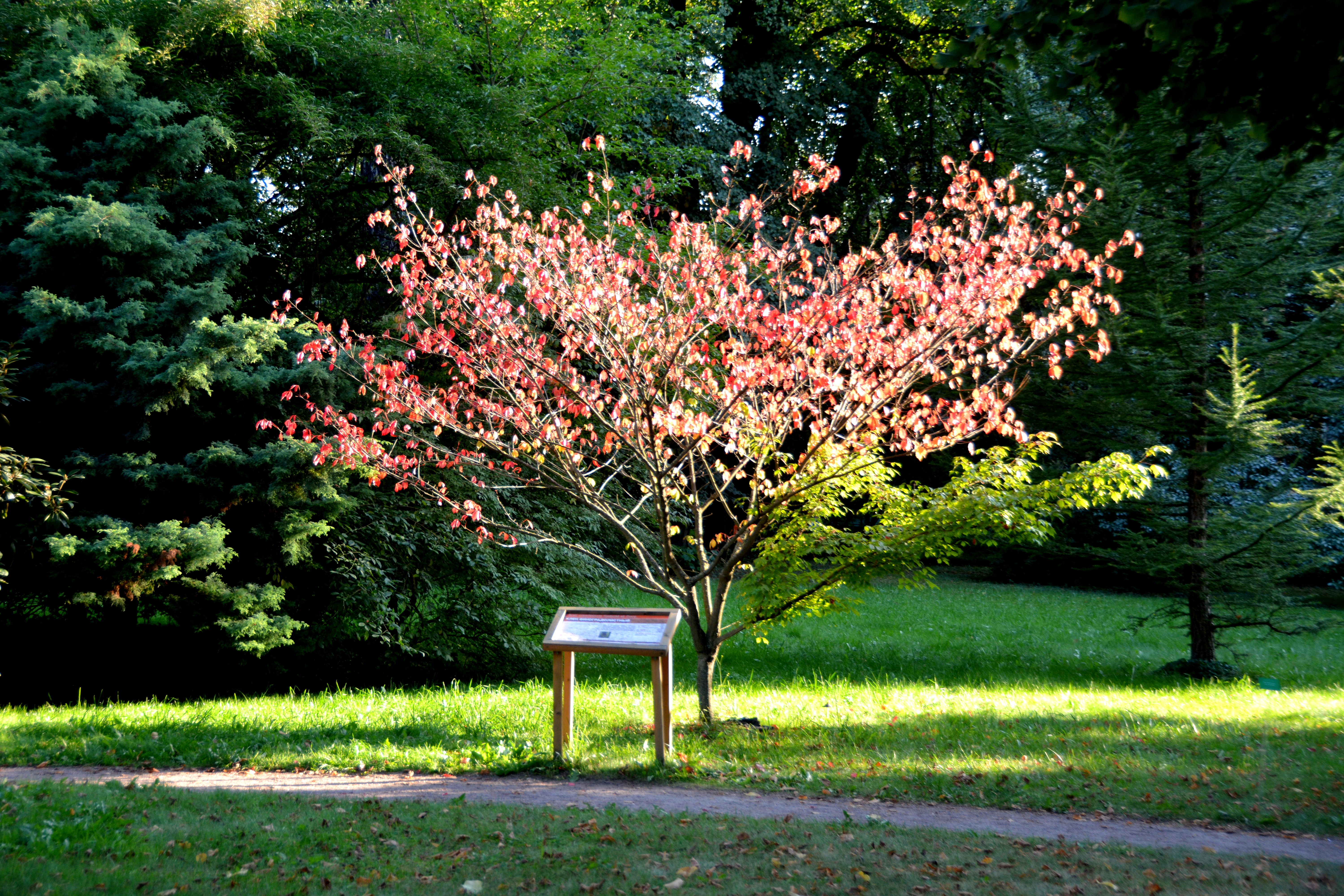
Клён виноградолистный из ботанического сада Петра Первого

## Описание

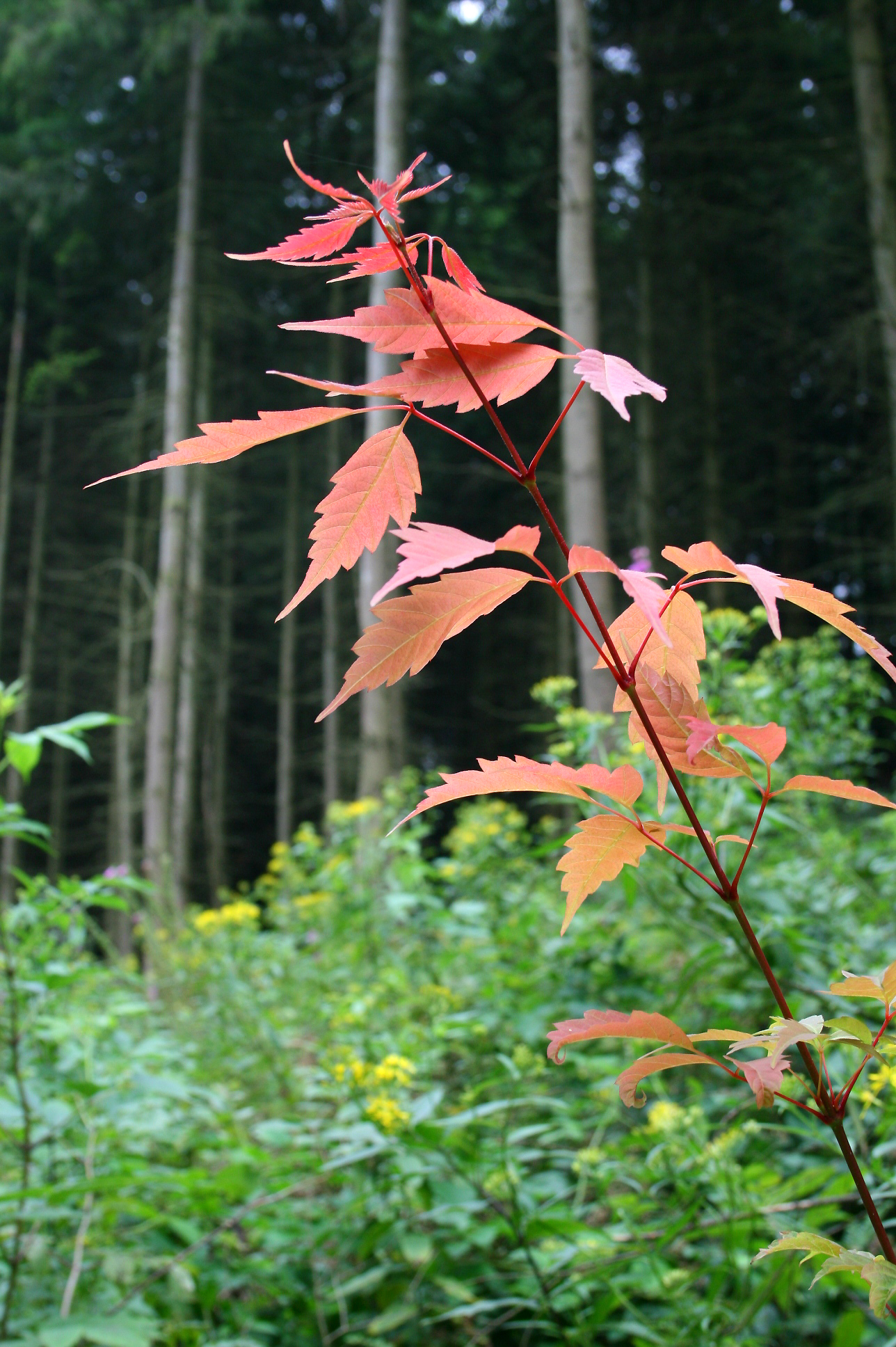
Молодые побеги

Виноградолистный клён — это маленькое дерево или кустарник, достигающий в высоту 10 м, в исключительных случаях до 20 м. Крона дерева круглая и широкая, с плотно стоящими горизонтальными ветвями. Молодые побеги оливково-зелёные, с солнечной стороны красноватые, вначале опушённые, впоследствии голые. Со временем кора на ветках становится серой и долго остаётся гладкой, с годами грубеет как на ветвях, так и на стволе.
Листья напоминают листья некоторых видов рода Девичий виноград (Parthenocissus). Они трёхраздельные с чётко выраженными листочками. Листочки по форме вытянуто-яйцеобразные, заострённые, грубо и остро зазубрены по краям, опушённые, сверху светло-зелёные и голые. Средний листочек достигает длины от 5 до 10 см и имеет черешок от 1 до 2 см длиной, боковые листочки несколько меньше. Черешок листа тонкий, длиной от 3 до 10 см. Осенняя окраска листьев оранжевая до ярко-красной, причём листья внешней части кроны окрашиваются раньше, чем внутренние.
Это дерево двудомно. Цветы появляются только после распускания листьев. Они маленькие, жёлто-зелёные, собраны по 20—50 цветов в стоячие или свисающие опушённые грозди 5—10 см длиной. Отдельные цветы имеют 4 чашелистика и 4 лепестка. В мужских цветках по 4, изредка 5 тычинок, гинецей отсутствует полностью. Точно так же женские цветки не имеют никаких рудиментов тычинок.
Плод — парная крылатка с расположенными под острым углов друг к другу светло-красными крылышками, кончики которых сильно загнуты внутрь. Длина крылышка вместе с семенем составляет от 2,5 до 3 см.

## Систематика
Первоначально этот вид был описан как Negundo cissifolium Sieb. & Zucc..

### Таксономия
Вид Клён виноградолистный входит в род Клён (Acer) семейства Сапиндовые (Sapindaceae).
Внутри рода Клён этот вид относится к секции Negundo и серии Cissifolia.
|  |                                      |  |                                                       |                                                       |                      |  | ещё 8 семейств (согласно Системе APG II) | ещё 8 семейств (согласно Системе APG II) |                           |  |  |  | ещё более 100 видов |
|  |                                      |  |                                                       |                                                       |                      |  | ещё 8 семейств (согласно Системе APG II) | ещё 8 семейств (согласно Системе APG II) |                           |  |  |  | ещё более 100 видов |
|  |                                      |  |                                                       | порядок Сапиндоцветные                                |                      |  |                                          |                                          | род Клён                  |  |  |  |                     |
|  |                                      |  |                                                       | порядок Сапиндоцветные                                |                      |  |                                          |                                          | род Клён                  |  |  |  |                     |
|  | отдел Цветковые, или Покрытосеменные |  |                                                       |                                                       | семейство Сапиндовые |  |                                          |                                          | вид Клён виноградолистный |  |  |  |                     |
|  | отдел Цветковые, или Покрытосеменные |  |                                                       |                                                       | семейство Сапиндовые |  |                                          |                                          |                           |  |  |  |                     |
|  |                                      |  | ещё 44 порядка цветковых растений (по Системе APG II) | ещё 44 порядка цветковых растений (по Системе APG II) |                      |  |                                          | ещё 140—150 родов                        | ещё 140—150 родов         |  |  |  |                     |
|  |                                      |  |                                                       | ещё 44 порядка цветковых растений (по Системе APG II) |                      |  |                                          |                                          | ещё 140—150 родов         |  |  |  |                     |

## В культуре
Выращивается в ботанических садах. В Санкт-Петербурге, в парке Ботанического сада Петра Великого БИН РАН плодоносит.